# Comté de Gisbert

Couronne comtale espagnole.

Le comté de Gisbert est un titre nobiliaire espagnol attribué par le roi Juan Carlos Ier le 13 mai 2014, à caractère viager, à l'historienne María del Carmen Iglesias Cano.

## Comtes de Gisbert
|                                      | Titulaire                            | Période                              |
| Création en 2014 par Juan Carlos Ier | Création en 2014 par Juan Carlos Ier | Création en 2014 par Juan Carlos Ier |
| ------------------------------------ | ------------------------------------ | ------------------------------------ |
| I                                    | María del Carmen Iglesias Cano       | 2014-                                |

## Histoire des comtes de Gisbert
- María del Carmen Iglesias Cano (née en 1942), 1re comtesse de Gisbert.